# Eurodryas diluta
Eurodryas diluta är en fjärilsart som beskrevs av Heinrich 1923. Eurodryas diluta ingår i släktet Eurodryas och familjen praktfjärilar. Inga underarter finns listade i Catalogue of Life.